# 皖北行政公署
皖北行政公署，簡稱皖北行署，是中華民國大陸時期安徽省政府的地方派出機關。
中國抗日戰爭期間，安徽省政府西遷，指揮不便；安徽省政府委員會議決定設皖北行署，駐定遠縣，任命顏仁毅為主任，下轄津浦路東、西各專員公署和皖東北各縣。民國27年（1938年）11月10日，皖北行署在安徽省臨時省會立煌縣成立，行署內設民政、財政、教育、建設、保安等科和秘書、視察、譯電、繕寫等室，及一個武裝特務大隊。民國27年12月底，行署移駐壽縣；次年2月移駐定遠。行署成立後，行署區域大部為中共抗日根據地、游擊區或汪兆銘政權管轄下的淪陷區，行署主要控制大別山以及日軍未到達的部分縣區，形同虛設。民國29年（1940年）2月2日，安徽省政府決議撤消皖北行署；3月，正式撤銷皖北行署，其政務由安徽省政府直接管理。